# Seznam nejbohatších lidí světa

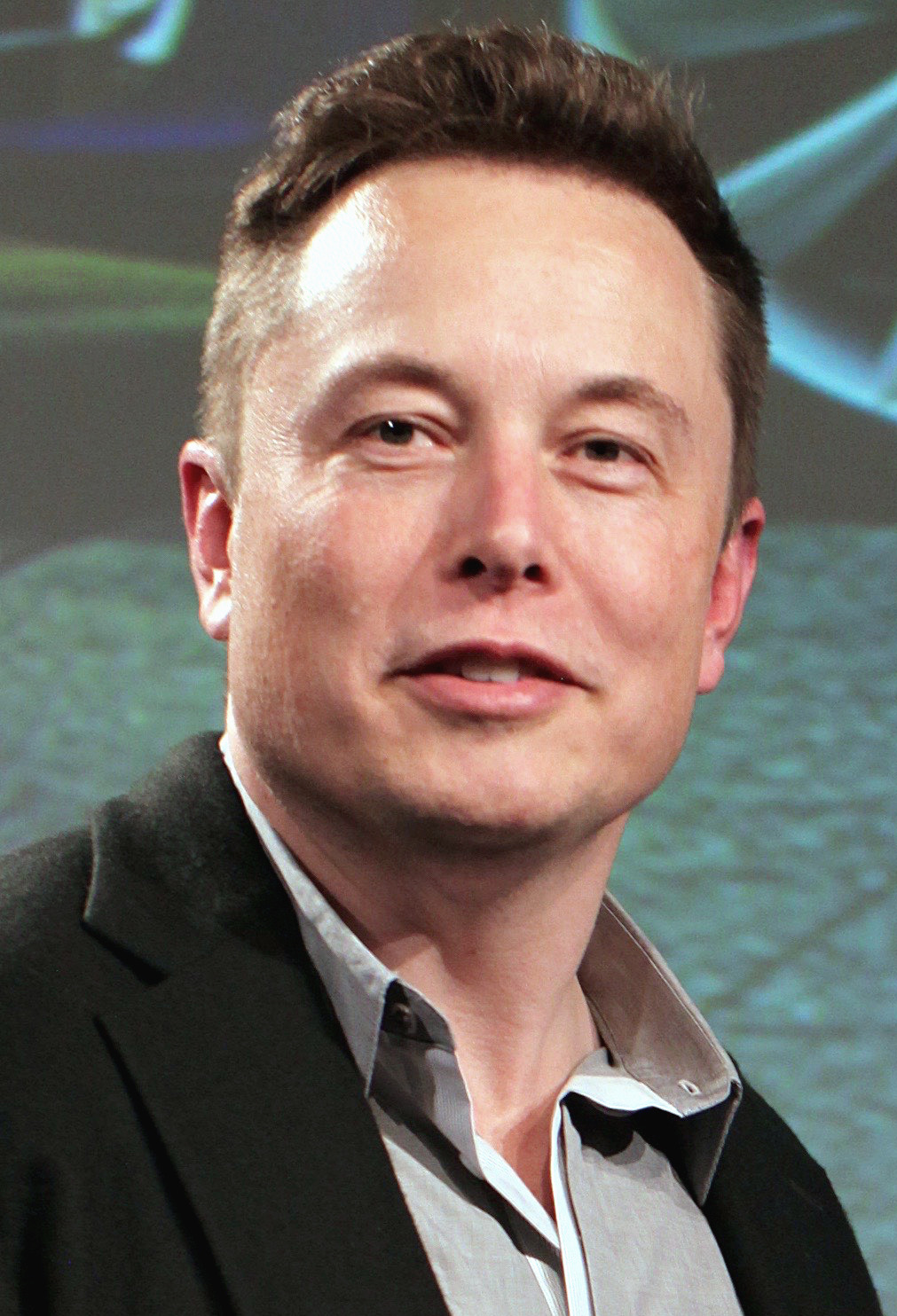
Elon Musk

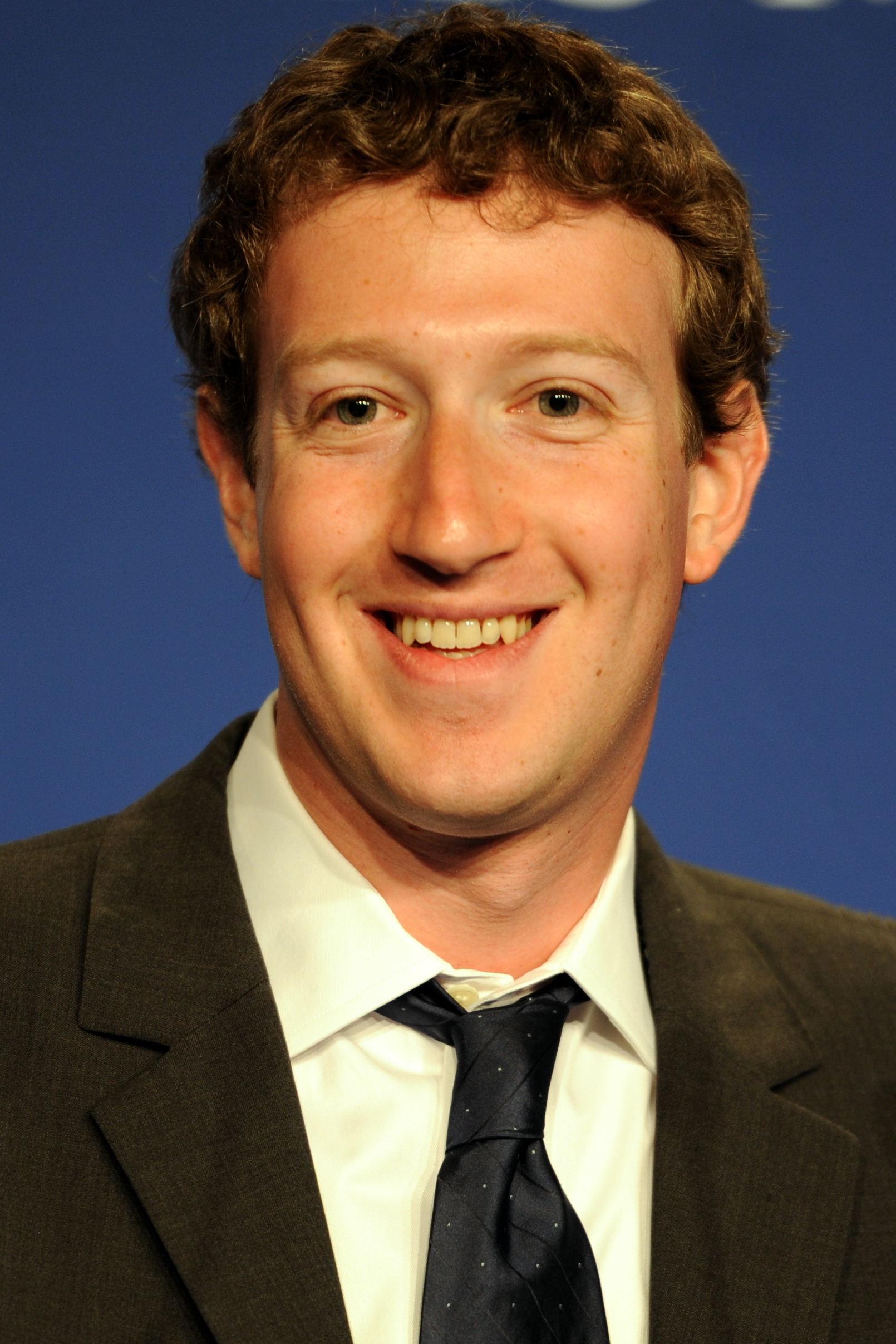
Mark Zuckerberg

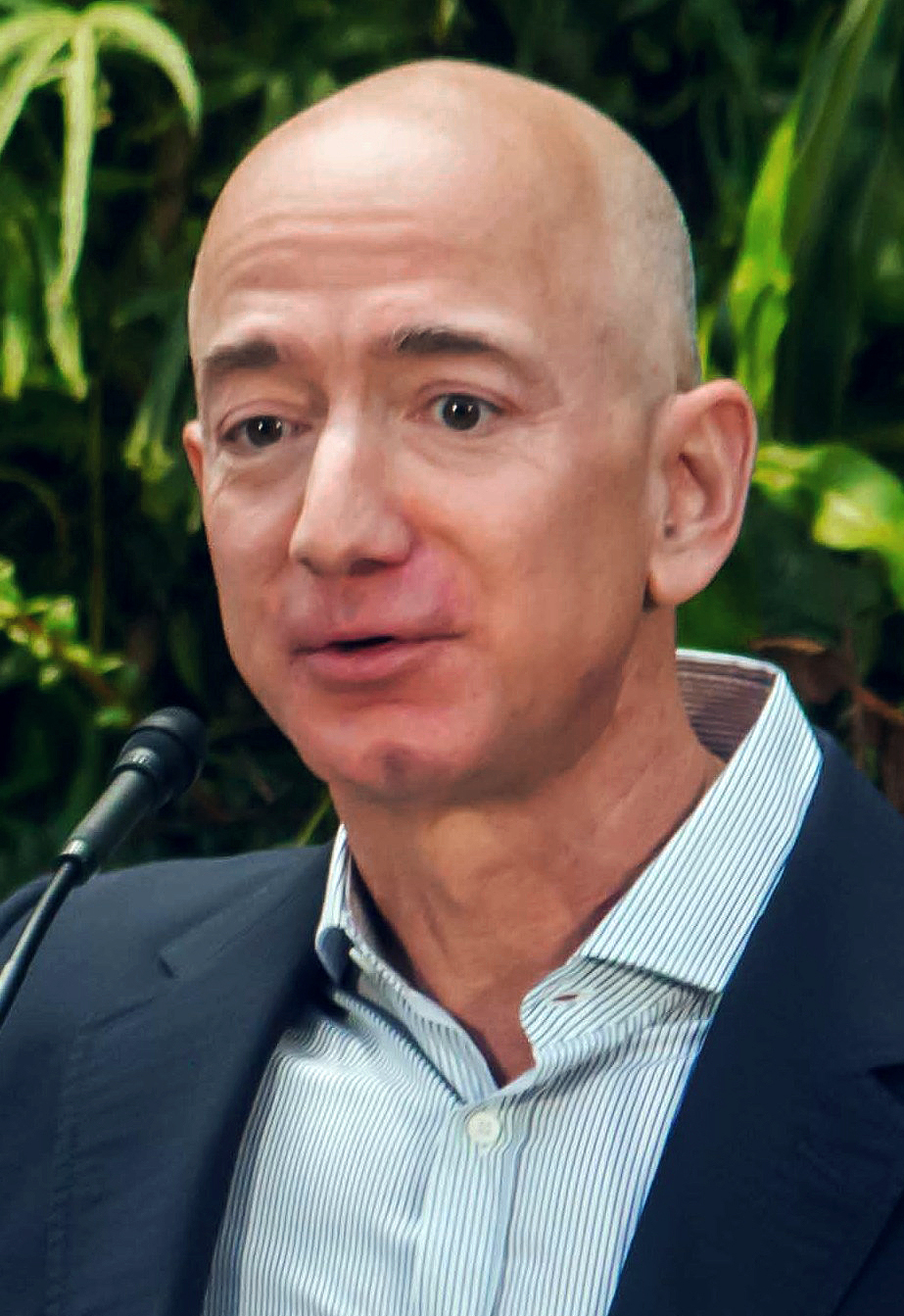
Jeff Bezos

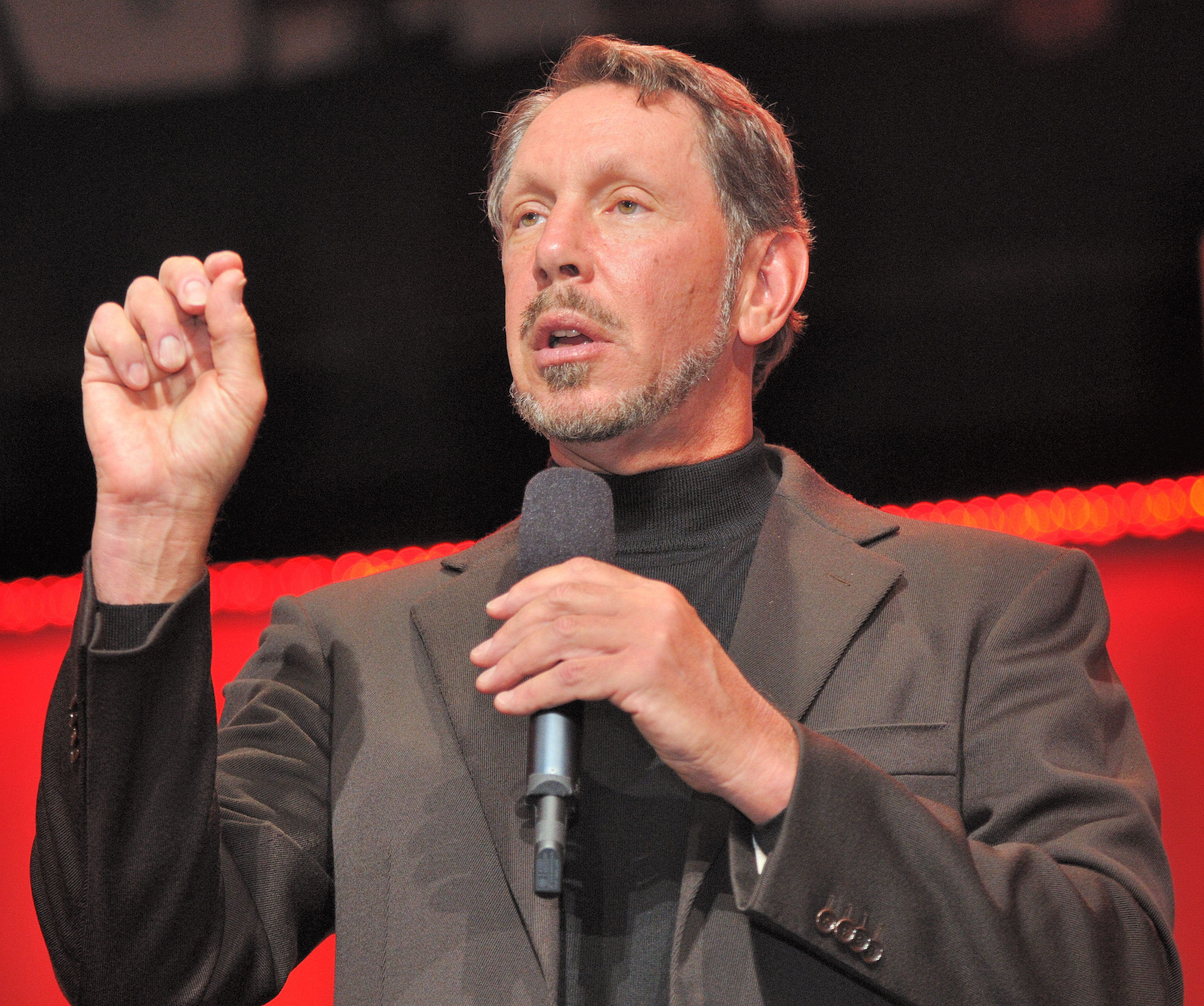
Larry Ellison

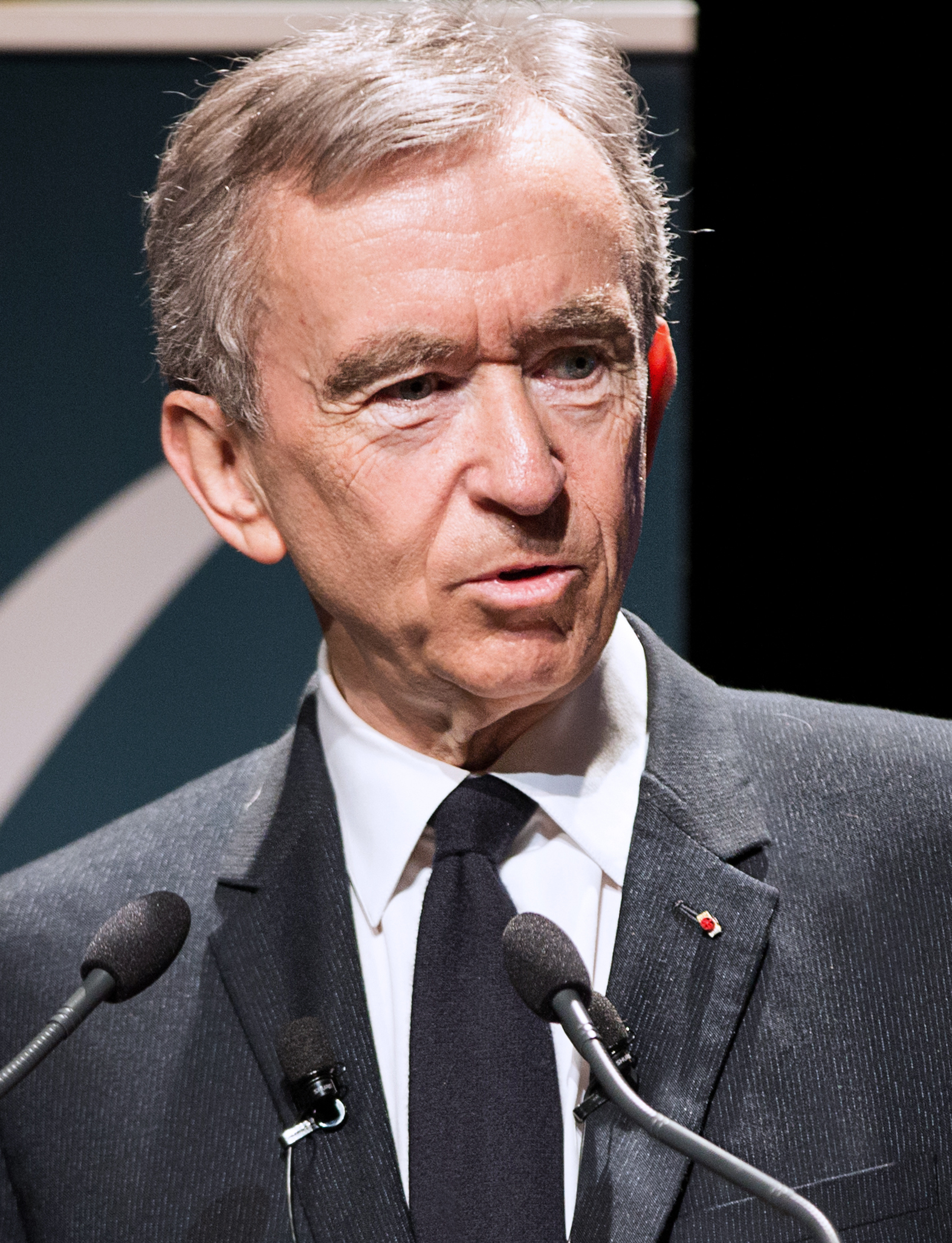
Bernard Arnault

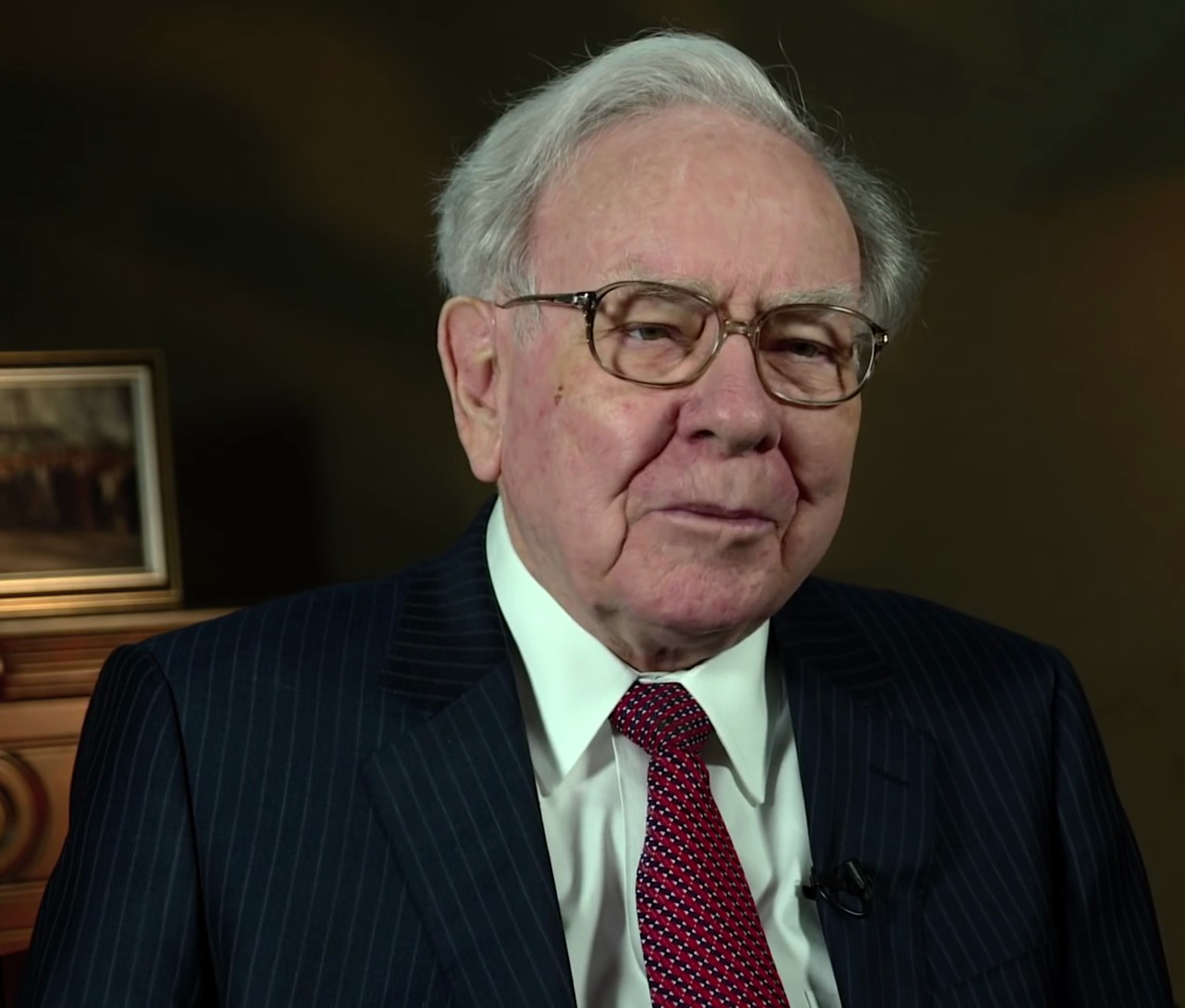
Warren Buffett

Seznam nejbohatších lidí světa každoročně sestavuje od roku 1987 americký ekonomický časopis Forbes. Do seznamu zahrnuje osoby, které mají majetek alespoň ve výší jedné miliardy amerických dolarů.

## Pořadí v roce 2025
V žebříčku sestaveném v roce 2025 bylo 3 028 miliardářů s celkovým majetkem 16,1 bilionu USD. Prvních deset bylo následujících:
| Pořadí | Jméno a příjmení          | Majetek v miliardách USD | Hlavní zdroj majetku | Státní příslušnost |
| ------ | ------------------------- | ------------------------ | -------------------- | ------------------ |
| 1      | Elon Musk                 | 342                      | Tesla, SpaceX        | USA                |
| 2      | Mark Zuckerberg           | 216                      | Meta                 | USA                |
| 3      | Jeff Bezos                | 215                      | Amazon               | USA                |
| 4      | Larry Ellison             | 192                      | Oracle               | USA                |
| 5      | Bernard Arnault s rodinou | 178                      | LVMH                 | Francie            |
| 6      | Warren Buffett            | 154                      | Berkshire Hathaway   | USA                |
| 7      | Larry Page                | 144                      | Alphabet             | USA                |
| 8      | Sergey Brin               | 138                      | Alphabet             | USA                |
| 9      | Amancio Ortega            | 124                      | Inditex              | Španělsko          |
| 10     | Steve Ballmer             | 118                      | Microsoft            | USA                |

Nejbohatších Čechů bylo v žebříčků zařazeno jedenáct – Renáta Kellnerová s rodinou na 112. místě s 18,2 miliardami USD, Karel Komárek a Daniel Křetínský na 302. místě s 9,4 mld. USD, Pavel Tykač na 390. místě s 7,9 mld. USD, Radovan Vítek na 512. místě s 6,6 mld. USD a další.

## Pořadí v roce 2024
V žebříčku sestaveném v roce 2024 bylo 2 781 miliardářů s celkovým majetkem 14,2 bilionu USD. Prvních deset bylo následujících:
| Pořadí | Jméno a příjmení          | Majetek v miliardách USD | Hlavní zdroj majetku | Státní příslušnost |
| ------ | ------------------------- | ------------------------ | -------------------- | ------------------ |
| 1      | Bernard Arnault s rodinou | 233                      | LVMH                 | Francie            |
| 2      | Elon Musk                 | 195                      | Tesla, SpaceX        | USA                |
| 3      | Jeff Bezos                | 194                      | Amazon.com           | USA                |
| 4      | Mark Zuckerberg           | 177                      | Meta Platforms       | USA                |
| 5      | Larry Ellison             | 141                      | Oracle               | USA                |
| 6      | Warren Buffett            | 133                      | Berkshire Hathaway   | USA                |
| 7      | Bill Gates                | 128                      | Microsoft            | USA                |
| 8      | Steve Ballmer             | 121                      | Microsoft            | USA                |
| 9      | Mukeš Ambani              | 116                      | Reliance Industries  | Indie              |
| 10     | Larry Page                | 114                      | Alphabet Inc.        | USA                |

Nejbohatších Čechů bylo v žebříčků zařazeno jedenáct – Renáta Kellnerová s rodinou na 104. místě s 18 miliardami USD, Karel Komárek na 249. místě s 9,5 mld. USD, Daniel Křetínský na 256. místě s 9,4 mld. USD, Pavel Tykač na 334. místě s 7,7 mld. USD, Radovan Vítek na 409. místě s 6,7 mld. USD a další.

## Pořadí v roce 2023
V žebříčku sestaveném v roce 2023 bylo 2 640 miliardářů s celkovým majetkem 12,2 bilionu USD. Prvních deset bylo následujících:
| Pořadí | Jméno a příjmení           | Majetek v miliardách USD | Hlavní zdroj majetku | Státní příslušnost |
| ------ | -------------------------- | ------------------------ | -------------------- | ------------------ |
| 1      | Bernard Arnault s rodinou  | 211                      | LVMH                 | Francie            |
| 2      | Elon Musk                  | 180                      | Tesla, SpaceX        | USA                |
| 3      | Jeff Bezos                 | 114                      | Amazon.com           | USA                |
| 4      | Larry Ellison              | 107                      | Oracle               | USA                |
| 5      | Warren Buffett             | 106                      | Berkshire Hathaway   | USA                |
| 6      | Bill Gates                 | 104                      | Microsoft            | USA                |
| 7      | Michael Bloomberg          | 94,5                     | Bloomberg LP         | USA                |
| 8      | Carlos Slim Helú s rodinou | 93                       | América Móvil        | Mexiko             |
| 9      | Mukeš Ambani               | 83,4                     | Reliance Industries  | Indie              |
| 10     | Steve Ballmer              | 80,7                     | Microsoft            | USA                |

Nejbohatších Čechů bylo v žebříčků zařazeno jedenáct – Renáta Kellnerová s rodinou na 101. místě s 16,5 miliardami USD, Daniel Křetínský na 208. místě s 9,2 mld. USD, Karel Komárek na 256. místě s 8,1 mld. USD, Pavel Tykač na 261. místě s 8 mld. USD, Radovan Vítek na 390. místě s 6,5 mld. USD a další.

## Pořadí v roce 2022
V žebříčku sestaveném v roce 2022 bylo 2 668 miliardářů s celkovým majetkem 12,7 bilionu USD. Prvních deset bylo následujících:
| Pořadí | Jméno a příjmení         | Majetek v miliardách USD | Hlavní zdroj majetku | Státní příslušnost |
| ------ | ------------------------ | ------------------------ | -------------------- | ------------------ |
| 1      | Elon Musk                | 219                      | Tesla, SpaceX        | USA                |
| 2      | Jeff Bezos               | 177                      | Amazon.com           | USA                |
| 3      | Bernard Arnault a rodina | 158                      | LVMH                 | Francie            |
| 4      | Bill Gates               | 129                      | Microsoft            | USA                |
| 5      | Warren Buffett           | 118                      | Berkshire Hathaway   | USA                |
| 6      | Larry Page               | 111                      | Alphabet Inc.        | USA                |
| 7      | Sergey Brin              | 107                      | Alphabet Inc.        | USA                |
| 8      | Larry Ellison            | 106                      | Oracle               | USA                |
| 9      | Steve Ballmer            | 117,6                    | Microsoft            | USA                |
| 10     | Mukeš Ambani             | 101,2                    | Reliance Industries  | Indie              |

Nejbohatších Čechů bylo v žebříčků zařazeno devět – Renáta Kellnerová s rodinou na 104. místě s 16,6 miliardami USD, Karel Komárek na 304. místě s 7,7 mld. USD, Radovan Vítek na 438. místě s 5,8 mld. USD, Daniel Křetínský na 490. místě s 5,4 mld. USD, Andrej Babiš na 654. místě s 4,4 mld. USD, Pavel Tykač na 883. místě s 3,4 mld. USD, Pavel Baudiš na 1163. místě s 2,7 mld. USD a Marek Dospiva a Eduard Kučera na 1929. místě s 1,5 mld. USD. Za Slovensko pak Ivan Chrenko na 1729. místě s 1,7 mld. USD a Jaroslav Haščák s rodinou na 2190. místě s 1,3 mld. USD.

## Pořadí v roce 2021
V žebříčku sestaveném v roce 2021 bylo 2 755 miliardářů s celkovým majetkem 13,1 bilionu USD. Prvních deset bylo následujících:
| Pořadí | Jméno a příjmení         | Majetek v miliardách USD | Hlavní zdroj majetku | Státní příslušnost |
| ------ | ------------------------ | ------------------------ | -------------------- | ------------------ |
| 2      | Jeff Bezos               | 177                      | Amazon.com           | USA                |
| 1      | Elon Musk                | 151                      | Tesla, SpaceX        | USA                |
| 3      | Bernard Arnault a rodina | 150                      | LVMH                 | Francie            |
| 4      | Bill Gates               | 124                      | Microsoft            | USA                |
| 7      | Mark Zuckerberg          | 97                       | Facebook             | USA                |
| 9      | Warren Buffett           | 96                       | Berkshire Hathaway   | USA                |
| 5      | Larry Ellison            | 93                       | Oracle               | USA                |
| 6      | Larry Page               | 91,5                     | Alphabet Inc.        | USA                |
| 8      | Sergey Brin              | 89                       | Alphabet Inc.        | USA                |
| 10     | Mukeš Ambani             | 84.5                     | Reliance Industries  | Indie              |

## Pořadí v roce 2020
V žebříčku sestaveném v roce 2020 bylo 2 059 miliardářů s celkovým majetkem 8 bilionu USD. Prvních deset bylo následujících:
| Pořadí | Jméno a příjmení          | Majetek v miliardách USD | Hlavní zdroj majetku | Státní příslušnost |
| ------ | ------------------------- | ------------------------ | -------------------- | ------------------ |
| 1      | Jeff Bezos                | 113                      | Amazon.com           | USA                |
| 2      | Bill Gates                | 98                       | Microsoft            | USA                |
| 3      | Bernard Arnault s rodinou | 76                       | LVMH                 | Francie            |
| 4      | Warren Buffett            | 67,5                     | Berkshire Hathaway   | USA                |
| 5      | Larry Ellison             | 59                       | Oracle               | USA                |
| 6      | Amancio Ortega            | 55,1                     | Inditex              | Španělsko          |
| 7      | Mark Zuckerberg           | 54,7                     | Facebook             | USA                |
| 8      | Jim Walton                | 54,6                     | Walmart              | USA                |
| 9      | Alice Walton              | 54,4                     | Walmart              | USA                |
| 10     | Rob Walton                | 54,1                     | Walmart              | USA                |

## Pořadí v roce 2019
V žebříčku sestaveném v roce 2019 bylo 2 153 miliardářů s celkovým majetkem 8,7 bilionu USD. Prvních deset bylo následujících:
| Pořadí | Jméno a příjmení           | Majetek v miliardách USD | Hlavní zdroj majetku | Státní příslušnost |
| ------ | -------------------------- | ------------------------ | -------------------- | ------------------ |
| 1      | Jeff Bezos s rodinou       | 131                      | Amazon.com           | USA                |
| 2      | Bill Gates                 | 96,5                     | Microsoft            | USA                |
| 3      | Warren Buffett             | 82,5                     | Berkshire Hathaway   | USA                |
| 4      | Bernard Arnault s rodinou  | 76                       | LVMH                 | Francie            |
| 5      | Carlos Slim Helú s rodinou | 64                       | América Móvil        | Mexiko             |
| 6      | Amancio Ortega             | 62,7                     | Inditex              | Španělsko          |
| 7      | Larry Ellison              | 62,5                     | Oracle               | USA                |
| 8      | Mark Zuckerberg            | 62,3                     | Facebook             | USA                |
| 9      | Michael Bloomberg          | 55,5                     | Bloomberg LP         | USA                |
| 10     | Larry Page                 | 50,8                     | Google               | USA                |

Jako nejbohatší Češi byli do žebříčku zařazeni Petr Kellner na 73. místě s 15,5 miliardami USD, na 617. místě s 3,5 mld. USD Andrej Babiš a Radovan Vítek, Karel Komárek na 715. místě s 3,1 mld. USD, Daniel Křetínský na 775. místě s 2,9 mld. USD, na 1605. místě s 1,4 mld. USD Pavel Baudiš a Pavel Tykač, Marek Dospiva na 2057. místě s 1 mld. USD. Za Slovensko pak Ivan Chrenko na 1425. místě s 1,6 mld. USD a Jaroslav Haščák na 2057. místě s 1 mld. USD.

## Pořadí v roce 2018
V žebříčku sestaveném v roce 2018 bylo 2 208 miliardářů s celkovým majetkem 9,1 bilionu USD. Prvních deset bylo následujících:
| Pořadí | Jméno a příjmení           | Majetek v miliardách USD | Hlavní zdroj majetku | Státní příslušnost |
| ------ | -------------------------- | ------------------------ | -------------------- | ------------------ |
| 1      | Jeff Bezos                 | 112                      | Amazon.com           | USA                |
| 2      | Bill Gates                 | 90                       | Microsoft            | USA                |
| 3      | Warren Buffett             | 84                       | Berkshire Hathaway   | USA                |
| 4      | Bernard Arnault s rodinou  | 72                       | LVMH                 | Francie            |
| 5      | Mark Zuckerberg            | 71                       | Facebook             | USA                |
| 6      | Amancio Ortega             | 70                       | Zara                 | Španělsko          |
| 7      | Carlos Slim Helú s rodinou | 67,1                     | América Móvil        | Mexiko             |
| 8      | Charles Koch               | 60                       | Koch Industries      | USA                |
| 8      | David Koch                 | 60                       | Koch Industries      | USA                |
| 10     | Larry Ellison              | 58,5                     | Oracle               | USA                |

Jako nejbohatší Češi byli do žebříčku zařazeni Petr Kellner na 88. místě s 15,5 miliardami USD, Andrej Babiš na 456. místě s 4,6 mld. USD, Karel Komárek na 729. místě s 3,2 mld. USD, Radovan Vítek na 822. místě s 2,9 mld. USD, Daniel Křetínský na 924. místě s 2,6 mld. USD a Pavel Tykač na 1756. místě s 1,3 mld. USD, na 1756. místě byl také zařazen za Slovensko Ivan Chrenko.

## Pořadí v roce 2016
| Pořadí | Jméno a příjmení  | Majetek v miliardách USD | Hlavní zdroj majetku | Státní příslušnost |
| ------ | ----------------- | ------------------------ | -------------------- | ------------------ |
| 1      | Bill Gates        | 75                       | Microsoft            | USA                |
| 2      | Amancio Ortega    | 67                       | Zara                 | Španělsko          |
| 3      | Warren Buffett    | 60,8                     | Berkshire Hathaway   | USA                |
| 4      | Carlos Slim Helú  | 50                       | América Móvil        | Mexiko             |
| 5      | Jeff Bezos        | 45,2                     | Amazon.com           | USA                |
| 6      | Mark Zuckerberg   | 44,6                     | Facebook             | USA                |
| 7      | Larry Ellison     | 43,6                     | Oracle               | USA                |
| 8      | Michael Bloomberg | 40                       | Bloomberg LP         | USA                |
| 9      | Charles Koch      | 39,6                     | Koch Industries      | USA                |
| 10     | David Koch        | 39,6                     | Koch Industries      | USA                |

## Pořadí v roce 2015
| Pořadí | Jméno a příjmení                | Majetek v miliardách USD | Hlavní zdroj majetku | Státní příslušnost |
| ------ | ------------------------------- | ------------------------ | -------------------- | ------------------ |
| 01     | Bill Gates                      | 79,2                     | Microsoft            | USA                |
| 02     | Carlos Slim Helú a jeho rodina  | 77,1                     | América Móvil        | Mexiko             |
| 03     | Warren Buffett                  | 72,7                     | Berkshire Hathaway   | USA                |
| 04     | Amancio Ortega                  | 64,5                     | Inditex              | Španělsko          |
| 05     | Larry Ellison                   | 54,3                     | Oracle               | USA                |
| 06     | David Koch                      | 42,9                     | Koch Industries      | USA                |
| 06     | Charles Koch                    | 42,9                     | Koch Industries      | USA                |
| 08     | Christy Waltonová s rodinou     | 41,7                     | Wal-Mart             | USA                |
| 09     | Jim Walton                      | 40,6                     | Wal-Mart             | USA                |
| 10     | Liliane Bettencourtová a rodina | 40,1                     | L’Oréal              | Francie            |

### Nejbohatší Češi
Do žebříčku Forbesu bylo zařazeno pět Čechů:
| Pořadí | Jméno a příjmení | Majetek [mld USD] |
| ------ | ---------------- | ----------------- |
| 0160   | Petr Kellner     | 8,4               |
| 0737   | Andrej Babiš     | 2,5               |
| 1054   | Radovan Vítek    | 1,8               |
| 1118   | Karel Komárek    | 1,7               |
| 1712   | Pavel Tykač      | 1,1               |

## Pořadí v roce 2014
| Pořadí | Jméno a příjmení               | Majetek v miliardách USD | Hlavní zdroj majetku | Státní příslušnost |
| ------ | ------------------------------ | ------------------------ | -------------------- | ------------------ |
| 01     | Bill Gates                     | 81,2                     | Microsoft            | USA                |
| 02     | Warren Buffett                 | 74,4                     | Berkshire Hathaway   | USA                |
| 03     | Carlos Slim Helú a jeho rodina | 71,1                     | América Móvil        | Mexiko             |
| 04     | Amancio Ortega                 | 61,5                     | Inditex              | Španělsko          |
| 05     | Larry Ellison                  | 56,9                     | Oracle               | USA                |
| 06     | David Koch                     | 42,1                     | Koch Industries      | USA                |
| 06     | Charles Koch                   | 42,1                     | Koch Industries      | USA                |
| 08     | Christy Waltonová s rodinou    | 41,2                     | Wal-Mart             | USA                |
| 09     | Jim Walton                     | 40,2                     | Wal-Mart             | USA                |
| 10     | Alice Walton                   | 38,7                     | Wal-Mart             | USA                |

### Nejbohatší Češi
Do žebříčku Forbesu bylo zařazeno šest Čechů:
| Pořadí | Jméno a příjmení | Majetek [mld USD] |
| ------ | ---------------- | ----------------- |
| 0128   | Petr Kellner     | 9,6               |
| 0731   | Andrej Babiš     | 2,4               |
| 1293   | Radovan Vítek    | 1,3               |
| 1319   | Karel Komárek    | 1,3               |
| 1548   | Pavel Tykač      | 1,0               |

## Pořadí v roce 2013
| Pořadí | Jméno a příjmení                | Majetek v miliardách USD | Hlavní zdroj majetku | Státní příslušnost |
| ------ | ------------------------------- | ------------------------ | -------------------- | ------------------ |
| 1      | Carlos Slim Helú a rodina       | 100,0                    | América Móvil        | Mexiko             |
| 2      | Bill Gates                      | 67,0                     | Microsoft            | USA                |
| 3      | Amancio Ortega                  | 57,0                     | Inditex              | Španělsko          |
| 4      | Warren Buffett                  | 53,5                     | Berkshire Hathaway   | USA                |
| 5      | Larry Ellison                   | 43,0                     | Oracle               | USA                |
| 6      | Charles Koch                    | 34,0                     | Koch Industries      | USA                |
| 6      | David Koch                      | 34,0                     | Koch Industries      | USA                |
| 8      | Li Ka-shing                     | 31,0                     | Cheung Kong          | Hongkong           |
| 9      | Liliane Bettencourtová a rodina | 30,0                     | L’Oréal              | Francie            |
| 10     | Bernard Arnault a rodina        | 29,0                     | LVMH                 | Francie            |

Jako nejbohatší Češi byli do žebříčku zařazeni Petr Kellner na 128. místě s 9,6 miliardami USD, Andrej Babiš na 731. místě s 2,4 mld USD, Zdeněk Bakala na 974. místě s 1,5 mld USD a Karel Komárek na 1319. místě s 1,3 mld USD.

## Pořadí v roce 2012
| Pořadí | Jméno a příjmení | Majetek v miliardách USD | Hlavní zdroj majetku | Státní příslušnost |
| ------ | ---------------- | ------------------------ | -------------------- | ------------------ |
| 1      | Carlos Slim Helú | 69,0                     | América Móvil        | Mexiko             |
| 2      | Bill Gates       | 61,0                     | Microsoft            | USA                |
| 3      | Warren Buffett   | 44,0                     | Berkshire Hathaway   | USA                |
| 4      | Bernard Arnault  | 41,0                     | LVMH                 | Francie            |
| 5      | Amancio Ortega   | 37,5                     | Inditex              | Španělsko          |
| 6      | Larry Ellison    | 36,0                     | Oracle               | USA                |
| 7      | Eike Batista     | 30,0                     | EBX                  | Brazílie           |
| 8      | Stefan Persson   | 26,0                     | Hennes & Mauritz     | Švédsko            |
| 9      | Li Ka-shing      | 25,5                     | Cheung Kong          | Kanada             |
| 10     | Karl Albrecht    | 25,4                     | Aldi Süd             | Německo            |

Jako nejbohatší občan ČR byl do žebříčku zařazen Petr Kellner na sdíleném 110. místě s 8,2 miliardami USD, dále byli zařazeni Zdeněk Bakala a Andrej Babiš.

## Pořadí v roce 2011
| Pořadí | Jméno a příjmení | Majetek v miliardách USD | Obor           | Státní příslušnost |
| ------ | ---------------- | ------------------------ | -------------- | ------------------ |
| 1      | Carlos Slim Helú | 74,0                     | Telekomunikace | Mexiko             |
| 2      | Bill Gates       | 56,0                     | IT             | USA                |
| 3      | Warren Buffett   | 50,0                     | Investice      | USA                |
| 4      | Bernard Arnault  | 41,0                     | Maloobchod     | Francie            |
| 5      | Larry Ellison    | 39,5                     | IT             | USA                |
| 6      | Lakshmi Mittal   | 31,1                     | Ocelářství     | Indie              |
| 7      | Amancio Ortega   | 31,0                     | Maloobchod     | Španělsko          |
| 8      | Eike Batista     | 30,0                     | Těžba          | Brazílie           |
| 9      | Mukesh Ambani    | 27,0                     | Petrochemie    | Indie              |
| 10     | Christy Walton   | 26,5                     | Maloobchod     | USA                |

Jako nejbohatší Čech byl do žebříčku zařazen Petr Kellner na sdíleném 97. místě s 9,2 miliardami USD, dále byli zařazení Zdeněk Bakala a Andrej Babiš.

## Pořadí v roce 2010
V roce 2010 žebříček obsahoval 1 011 dolarových miliardářů. Na první místo se vyšvihl mexický telekomunikační magnát Carlos Slim Helú. Nejbohatší Čech Petr Kellner se umístil na děleném 89. místě s odhadovaným jměním 7,6 mld dolarů, do žebříčku byli poprvé zařazení i Zdeněk Bakala a Andrej Babiš.
| Pořadí | Jméno a příjmení | Majetek v miliardách USD | Hlavní zdroj příjmů   | Státní příslušnost |
| ------ | ---------------- | ------------------------ | --------------------- | ------------------ |
| 1      | Carlos Slim Helú | 53,5                     | Telmex, América Móvil | Mexiko             |
| 2      | Bill Gates       | 53,0                     | Microsoft             | USA                |
| 3      | Warren Buffett   | 47,0                     | Berkshire Hathaway    | USA                |
| 4      | Mukeš Ambani     | 29,0                     | Reliance Industries   | Indie              |
| 5      | Lakšmí Mittal    | 28,7                     | ArcelorMittal         | Indie              |
| 6      | Larry Ellison    | 28,0                     | Oracle                | USA                |
| 7      | Bernard Arnault  | 27,5                     | LVMH                  | Francie            |
| 8      | Eike Batista     | 27,0                     | EBX Group             | Brazílie           |
| 9      | Amancio Ortega   | 24,0                     | Inditex               | Španělsko          |
| 10     | Karl Albrecht    | 23,5                     | Aldi Süd              | Německo            |

## Pořadí v roce 2009
| Pořadí | Jméno a příjmení | Majetek v miliardách USD | Hlavní zdroj příjmů   | Státní příslušnost |
| ------ | ---------------- | ------------------------ | --------------------- | ------------------ |
| 1      | Bill Gates       | 40,0                     | Microsoft             | USA                |
| 2      | Warren Buffett   | 37,0                     | Berkshire Hathaway    | USA                |
| 3      | Carlos Slim Helú | 35,0                     | Telmex, América Móvil | Mexiko             |
| 4      | Larry Ellison    | 22,5                     | Oracle                | USA                |
| 5      | Ingvar Kamprad   | 22,0                     | IKEA                  | Švédsko            |
| 6      | Karl Albrecht    | 21,5                     | Aldi Süd              | Německo            |
| 7      | Mukeš Ambani     | 19,5                     | Reliance Industries   | Indie              |
| 8      | Lakšmí Mittal    | 19,3                     | ArcelorMittal         | Indie              |
| 9      | Theo Albrecht    | 18,8                     | Aldi Nord             | Německo            |
| 10     | Amancio Ortega   | 18,3                     | Inditex               | Španělsko          |

Jako nejbohatší Čech byl do žebříčku zařazen Petr Kellner na sdíleném sdíleném 76. místě s 6,0 miliardami USD.

## Pořadí v roce 2008
| Pořadí | Jméno a příjmení | Majetek v miliardách USD | Hlavní zdroj příjmů   | Státní příslušnost |
| ------ | ---------------- | ------------------------ | --------------------- | ------------------ |
| 1      | Warren Buffett   | 62,0                     | Berkshire Hathaway    | USA                |
| 2      | Carlos Slim Helú | 60,0                     | Telmex, América Móvil | Mexiko             |
| 3      | Bill Gates       | 58,0                     | Microsoft             | USA                |
| 4      | Lakšmí Mittal    | 45,0                     | ArcelorMittal         | Indie              |
| 5      | Mukeš Ambani     | 43,0                     | Reliance Industries   | Indie              |
| 6      | Anil Ambani      | 42,0                     | Reliance Industries   | Indie              |
| 7      | Ingvar Kamprad   | 33,0                     | IKEA                  | Švédsko            |
| 8      | K.P. Singh       | 30,0                     | DLF Limited           | Indie              |
| 9      | Oleg Děripaska   | 28,0                     | Rusal                 | Rusko              |
| 10     | Karl Albrecht    | 20,0                     | ALDI,Trader Joe"s     | Německo            |

Jako nejbohatší Čech byl do žebříčku zařazen Petr Kellner na sdíleném 91. místě s 9,3 miliardami USD.

## Pořadí v roce 2007
| Pořadí | Jméno a příjmení           | Majetek v miliardách USD | Firma                             | Státní příslušnost |
| ------ | -------------------------- | ------------------------ | --------------------------------- | ------------------ |
| 1      | Bill Gates                 | 56,0                     | Microsoft                         | USA                |
| 2      | Warren Buffett             | 52,0                     | Berkshire Hathaway                | USA                |
| 3      | Carlos Slim Helú           | 49,0                     | Telmex                            | Mexiko             |
| 4      | Ingvar Kamprad             | 33,0                     | IKEA                              | Švédsko            |
| 5      | Lakšmí Mittal              | 32,0                     | Mittal Steel Company              | Indie              |
| 6      | Sheldon Adelson            | 26,5                     | Las Vegas Sands                   | USA                |
| 7      | Bernard Arnault            | 26,0                     | Moët Hennessy Louis Vuitton S. A. | Francie            |
| 8      | Amancio Ortega             | 24,0                     | Inditex                           | Španělsko          |
| 9      | Li Ka-shing                | 23,0                     | Cheung Kong                       | Hongkong           |
| 10     | David Thomson              | 22,0                     | The Thomson Corporation           | Kanada             |
| 11     | Larry Ellison              | 21,5                     | Oracle                            | USA                |
| 12     | Liliane Bettencourtová     | 20,7                     | L’Oréal                           | Francie            |
| 13     | Al-Walid ibn Talal Al Saud | 20,3                     | Kingdom Holding Company           | Saúdská Arábie     |
| 14     | Mukeš Ambani               | 20,1                     | Reliance Industries               | Indie              |
| 15     | Karl Albrecht              | 20,0                     | Aldi Süd                          | Německo            |
| 16     | Roman Abramovič            | 18,7                     | Gazprom Neft                      | Rusko              |
| 17     | Stefan Persson             | 18,4                     | Hennes & Mauritz                  | Švédsko            |
| 18     | Anil Ambani                | 18,2                     | Reliance Industries               | Indie              |
| 19     | Paul Allen                 | 18,0                     | Microsoft                         | USA                |
| 20     | Theo Albrecht              | 17,5                     | Aldi Nord                         | Německo            |
| 21     | Azim Premji                | 17,1                     | Wipro Technologies                | Indie              |
| 22     | Lee Shau Kee               | 17,0                     | Henderson Land                    | Hongkong           |
| 23     | Jim Walton                 | 16,8                     | Wal-Mart                          | USA                |
| 24     | Christy Waltonová          | 16,7                     | Wal-Mart                          | USA                |
| 25     | S. Robson Walton           | 16,7                     | Wal-Mart                          | USA                |

Jako nejbohatší Čech byl do žebříčku zařazen Petr Kellner na sdíleném 119. místě s 6,0 miliardami USD.

## Pořadí v předchozích letech
V letech 1995 – 2006 byl jako nejbohatší uváděn Bill Gates, v letech 1993 – 1994 a 1987 – 1990 Jošiaki Cucumi a v letech 1991 a 1993 Taikichiro Mori.